# The Seasons
The Seasons fue una banda argentina activa entre 1965 y 1966 con fuerte influencia de The Beatles tanto en su música como en su estética.

## Historia
La banda se formó en 1965 con Carlos Mellino (futuro Alma & Vida), Freddy Zorogastua, Carlos Centoze y Alejandro Medina (futuro Manal) y, como era costumbre en muchos de los conjuntos musicales de la época, componían sus canciones en inglés. En 1966 grabaron su único LP llamado Liverpool at B.A., producido por Billy Bond( en realidad fueron ayudados por Horacio Malvicino, que era el director Artístico del sello Microfon. Billy Bond aparece solo en la foto de la tapa del disco como  baterista, ya que éste ese día no estuvo presente en el momento de hacer las placas fotográficas),  bajo el sello Microfon, el cual contenía en su totalidad temas propios, compuestos por Mellino y Medina bajo el seudónimo respectivo de cada uno (Rodney y Max). Un año después de la salida de su primer disco, el grupo de disolvió.

## Integrantes
- Alejandro Medina: (bajo el seudónimo Max) (Bajo y Voz)
- Carlos Mellino: (bajo el seudónimo Rodney) (Guitarra) y  (Voz)
- Freddy Zorogastua: (Batería)
- Carlos Centonze: (Guitarra rítmica)

## Discografía
- Liverpool at B.A. (LP) (1966)

Lado 1
- 1. No podré resistir mucho tiempo más (I won't be able to bear much longer)
- 2. Hoy (Today)
- 3. Condúceme a tu vida (Guide me to your life)
- 4. Cuando nos amemos de verdad (When we'll really love each other)
- 5. Una chica de dos caras (A Girl with Two Faces)
- 6. Somos felices (We are happy)

Lado 2
- 1. Un largo tiempo atrás (A long time ago)
- 2. Llévame lejos (Take me far away)
- 3. Negro color carne (Negro colored skin)
- 5. Me duele que seas así (It hurts me that you're like this)
- 6. No volveré (I won´t be back)